# Benedikt von Geismar

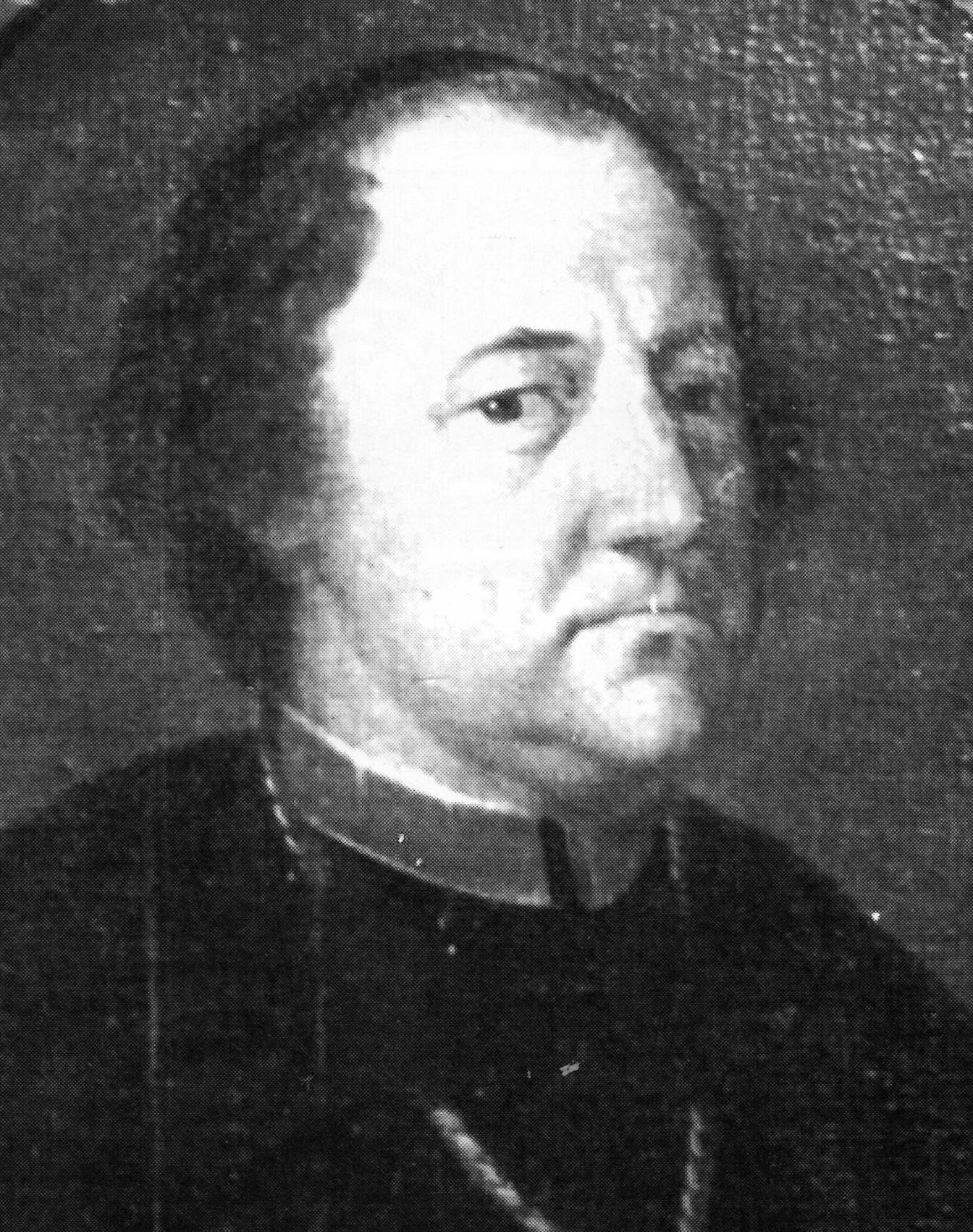
Reichsabt Benedikt von Geismar, (Ölgemälde, ca. 1757)

Benedikt von Geismar OSB (* 20. Dezember 1680 in Haus Riepen als Ferdinand Caspar Adam von Geismar; † 29. August 1757 in Werden) war ein deutscher Benediktinermönch und Reichsabt des Klosters Werden.

## Leben
Ferdinand von Geismar war erster Sohn des Paderborner Oberst Freiherr Wilhelm Otto von Geismar, eines Vetters des Werdener Abtes Coelestin von Geismar. Seine Mutter Susanne Maria von Bolandt stammte aus Köln. Sie war Tochter von Wilhelm von Bolandt und Agnes von Hillen, Enkelin des Kaufmanns und Ratsherren Johann Bolandt. Ihm folgten noch drei jüngere Brüder. 

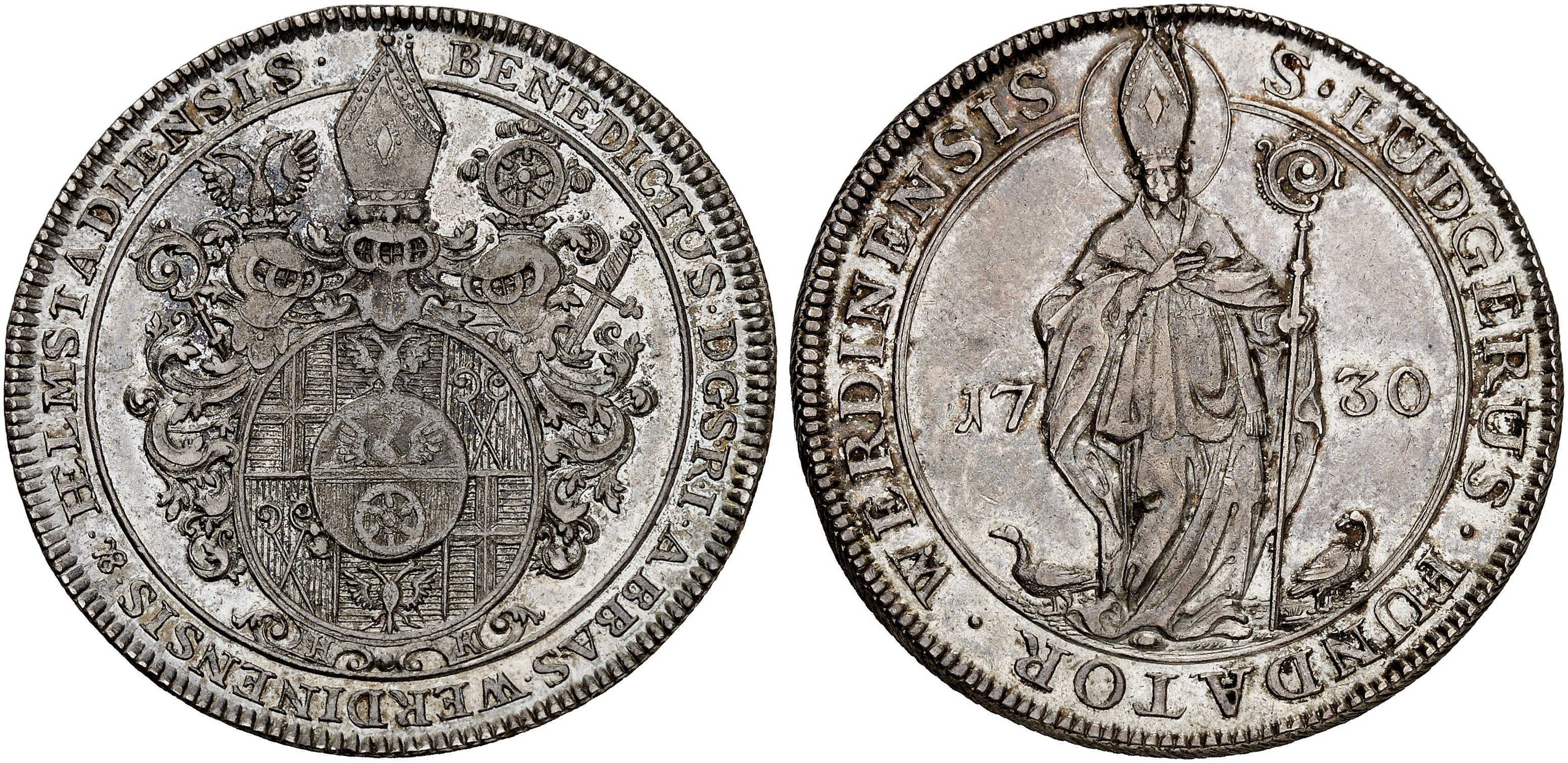
Taler aus der Münze des Reichsklosters Werden (1730)

Am 25. Juli 1700 trat er in die Benediktinerabtei Werden ein, in der bereits sein Onkel Coelestin von Geismar als Mönch lebte. Der Novize erhielt dort den Ordensnamen des hl. Benedikt. Im September 1705 wurde er zum Priester geweiht. 1717 kam Pater Benedikt in das mit Werden vereinigte Helmstedter Kloster St. Ludgeri und bekleidete dort 1719 das Amt des Propstes. Am 10. März 1728 wurde er zum Abt von Werden und Helmstedt gewählt. 1732 ernannte er den Warburger Notar und Stadtsekretär Liborius Böttrich zu seinem Rat.
Er vollendete den von seinem Vorgänger begonnenen barocken Umbau der Klosteranlage in Werden. 1732 erfolgte der Bau der Meierei und ab 1745 die Fertigstellung der Dreiflügelanlage durch die Probstei. 
Auf dem 1751 in der Abtei Liesborn abgehaltenen Bursfelder Generalkapitel wurde Reichsabt Benedikt von Geismar zum Präsidenten der Bursfelder Kongregation gewählt und bekleidete dieses Leitungsamt bis zu seinem Tode 1757.
Er starb 1757 und wurde wie sein 1718 verstorbener Onkel Abt Coelestin im Muttergotteschor der Abteikirche bestattet.